# Emmiler, Gülşehir
Emmiler là một xã thuộc huyện Gülşehir, tỉnh Nevşehir, Thổ Nhĩ Kỳ. Dân số thời điểm năm 2011 là 358 người.